# Juan Rodríguez
Juan Francisco Rodríguez Aristegui, född 17 januari 1952 i San Sebastián, Spanien, är en svensk skådespelare av spanskt ursprung.

## Biografi
Rodríguez var medlem i teatergruppen Jordcirkus, som var verksam mellan 1977 och 1994. Han har även medverkat i flera svenska filmer och TV-serier som Varuhuset (som "Carlos") och Tre Kronor.

### Familj
Mellan 1975 och 1981 var han gift med Gunnel Bratell (född 1950). Med henne har han sonen Jonatan Rodriguez (född 1976), skådespelare. Därefter var han sambo med regissören och skådespelaren Nina Lugn (född 1952) och med henne har han dottern Oyana Rodriguez-Lugn (född 1980), också skådespelare. Sedan 1990-talet är han sambo med skådespelaren Lotta Tejle (född 1960) och med henne har han en dotter (född 1994).

## Filmografi
- 1988 – La gran comedia
- 1987 – Varuhuset (TV-serie) (Carlos alias Antonio Aragon)
- 1989 – Det svänger på varuhuset
- 1995 – Snoken (TV-serie)
- 1996 – Tre Kronor (TV-serie) (TV-serie)
- 1999 – S:t Mikael: Traumaenheten (TV-serie)
- 2000 – Låt stå! (TV-serie)
- 2000 – Vintergatan 5a
- 2002 – Spung (TV-serie)
- 2003 – Tillbaka till Vintergatan
- 2006 – Van Veeteren: Fallet G
- 2007 – Labyrint (TV-serie)
- 2008 – Oskyldigt dömd (TV-serie)
- 2009 – Familjen Babajou (TV-serie)
- 2010 – Farsan
- 2010 – Solsidan (TV-serie)
- 2011 – Arne Dahl: Misterioso
- 2014 – Viva Hate (TV-serie)
- 2015 – Blå ögon (TV-serie)
- 2015 – Jönssonligan – Den perfekta stöten
- 2016 – Beck - Sista dagen
- 2016 – Clank: Legacy
- 2016 – Bjudlocket (kortfilm)
- 2017 – Innan Vi Dör (TV-serie)
- 2017 – Syrror (TV-serie)
- 2018 – Aniara
- 2022 – Sneakerella (röstroll)
- 2023 – Tack och förlåt
- 2025 – Kevlarsjäl

## Teater

### Roller
| År   | Roll                              | Produktion                                       | Regi               | Teater     |
| ---- | --------------------------------- | ------------------------------------------------ | ------------------ | ---------- |
| 1987 | Sir Percy Blakeney, Röda Nejlikan | Röda nejlikan (The Scarlet Pimpernel) Emma Orczy | Marika Lagercrantz | Jordcirkus |
| 1990 |                                   | Gudar på äventyr                                 | Åsa Melldahl       | Jordcirkus |